# Franz Xaver Weidinger

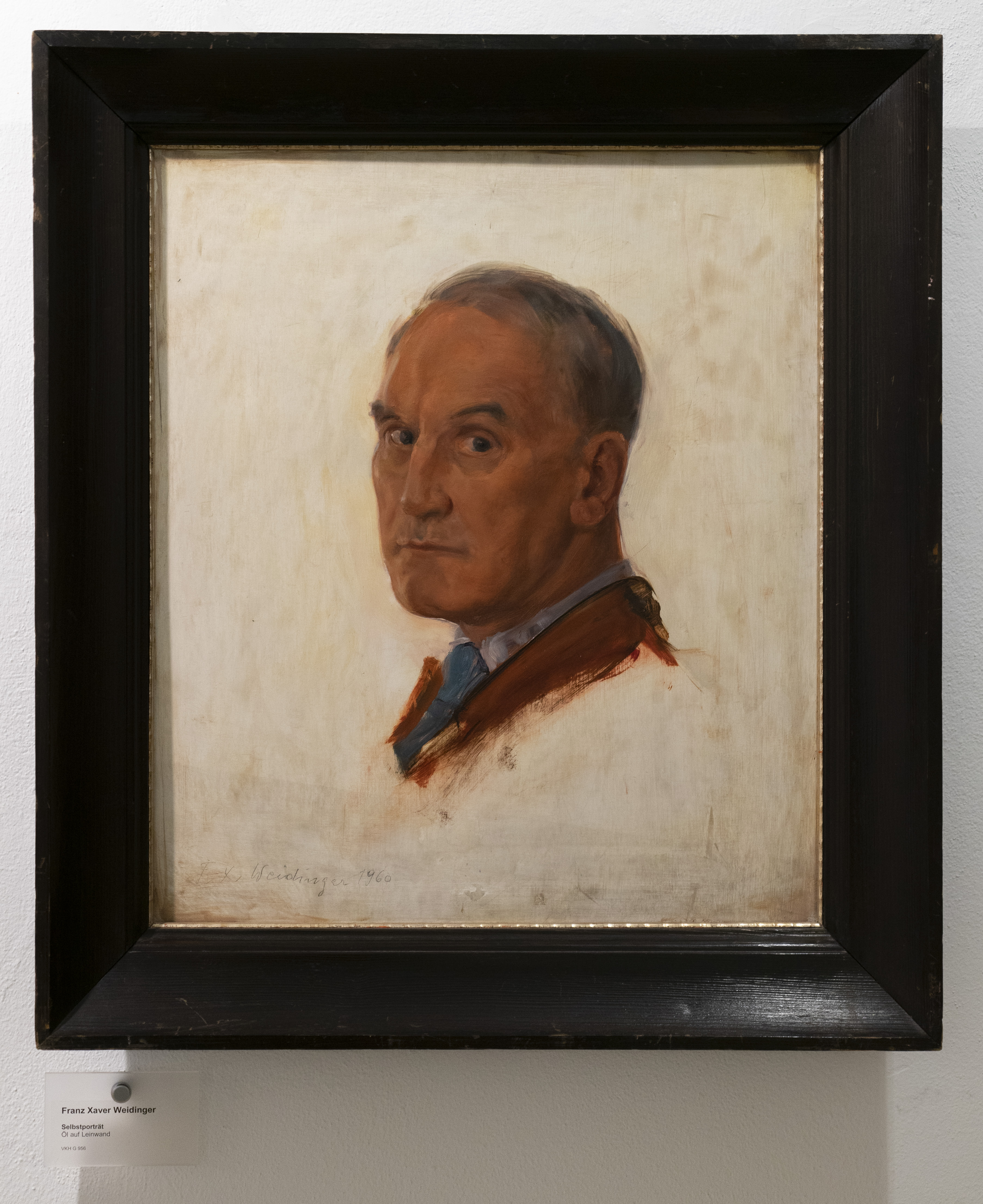
Selbstporträt Weidingers im Volkskundehaus Ried

Franz Xaver Weidinger (* 17. Juni 1890 in Ried im Innkreis; † 15. Oktober 1972 in Wien) war ein österreichischer Maler des Naturalismus.

## Leben
Franz Xaver Weidinger wurde am 17. Juni 1890 als Sohn der Schuhmacherseheleute Josef und Cäcilia Weidinger in Ried im Innkreis geboren. Sein Vater stammte aus dem nahegelegenen Hausruckviertel, seine Mutter aus Böhmen. Nach dem Besuch der Bürgerschule kam er zu einem Anstreichermeister in die Lehre. Er schreibt rückblickend:

„Bei dem war ich etwa eineinhalb Jahre, und zumeist musste ich der Meisterin an die Hand gehen, die von mir verlangte Tätigkeit bestand in Kinderhüten, Ein- und Verkäufen beim Tandler, Setzen in der Lotterie, Herbeiholen der weisen Frauen zur Erforschung der Zukunft ... Eines schönen Tages, ich war gerade fünfzehneinhalb Jahre alt, fühlte ich einen höheren Drang in mir, der sich darin äußerte, dass ich mit zwei Hemden und einen Unterhose, in Zeitungspapier gewickelt, meine Vaterstadt Ried heimlich verließ.“

Ein Jahr lang arbeitete Weidinger als Zimmermalerlehrling in München, dann beendete er seine Lehrzeit bei seinem Bruder in Ried.
Nach der Lehre besuchte er die Staatsgewerbeschule in Salzburg. Das nötige Geld verdiente er als Zimmermaler. In den Ferien reiste nach Italien und durchwanderte Süddeutschland. Danach bewarb er sich an der Akademie der bildenden Künste Wien, bestand die Aufnahmeprüfung jedoch nicht. Zwei Monate besuchte er die Malschule des Genre- und Porträtmalers Heinrich Streblow (1862–1925). 1910 wurde er an der Kunstakademie in Dresden aufgenommen und studierte bei Richard Müller und Osmar Schindler. Da er das Schulgeld in Höhe von 90 Mark nicht aufbringen konnte, kehrte er nach einem Jahr nach Wien zurück. Im Oktober 1911 wurde er als Gastschüler, im Oktober 1912 als ordentlicher Schüler von der Akademie aufgenommen. Er belegte bis 1916 die vier Jahrgänge der allgemeinen Malschule bei Rudolf Bacher sowie die Meisterschule.
Nach Kriegsdienst und Tätigkeit als Zeichenlehrer setzte er sein Studium von 1919 bis 1921 an der Wiener Kunstakademie fort. Im April 1918 hatte er erstmals in der Wiener Secession ausgestellt und im Dezember 1919 im Künstlerhaus Wien. Diese Ausstellungen bezeichneten seinen künstlerischen Durchbruch. 1923 war er Gründungsmitglied der Innviertler Künstlergilde. Von 1925 bis zu seiner Übersiedlung nach Bad Ischl 1939 war er freischaffender Maler in Linz. Von 1930 bis 1933 war er Präsident des Oberösterreichischen Kunstvereins. 1937 und 1938 war er auf der Großen Deutschen Kunstausstellung in München mit zwei Landschaftsbildern vertreten, von denen Hitler 1938 das Ölgemälde „Frühling im Alpenvorland“ erwarb.
Seine letzten Jahrzehnte verbrachte Weidinger in Bad Ischl, wo er in seinem Haus ein großes, helles Atelier einrichtete. Durch seine Kunst wurde er ein vermögender Mann. Er war sich seines Wertes bewusst. Überliefert ist sein Ausspruch vom Anfang der 1950er Jahre: „Einen Weidinger zu besitzen, muss ein Opfer wert sein.“ Sein Grab befindet sich auf dem Friedhof Bad Ischl.

## Werk
Weidinger gilt als legitimer Fortsetzer der Schule der Wiener Aquarellistik. Neben Aquarellen beschäftigte er sich auch mit Ölmalerei und Druckgrafik. Bevorzugte Themen waren Landschaften und Porträts, teilweise in Großformaten. In seinen späteren Werken näherte er sich im Stil dem Impressionismus.
Sein Werk wurde u. a. in der Galerie der Innviertler Künstlergilde in Ried im Innkreis ausgestellt, im Stadtmuseum Bad Ischl, in der Galerie des Oberösterreichischen Landesmuseums (1961), im Städtischen Museum Haus Koekkoek in Kleve (1961) und in der  Stadtwaage (De Waagh) auf dem Großen Markt in Nijmegen (1961) sowie in der Stadtgalerie Vöcklabruck (Gruppenausstellung 2012).

## Auszeichnungen
- Silberne Staatsmedaille (1919)
- Jubiläumspreis Linz (1924)
- Staatspreis der Innviertler Künstlergilde (1925)
- Österreichischer Staatspreis (1926)
- Goldene Medaille des Linzer Kunstvereins (1927)
- Silberne Medaille der Stadt Graz (1928)
- Goldene Staatsmedaille (1934)
- Silberne Medaille der Stadt Salzburg (1938)
- Professor h. c. (1950)
- Goldener Lorbeer der Wiener Künstlerhauses (1960)
- Ehrenring der Stadt Bad Ischl (1971)